# Hanna Garib
Hanna Gharib (São Paulo, 9 de dezembro de 1949), comumente escrito como Hanna Garib, é um político brasileiro. Foi deputado estadual de São Paulo, eleito pela 14.ª legislatura, até sua cassação em 1999 pelo envolvimento na máfia dos fiscais. Em 2007, foi condenado a vinte anos de prisão pela 6ª Câmara Criminal do Tribunal de Justiça de São Paulo, com base na denúncia do Ministério Público de ser o líder do grupo que cobrava propina de vendedores ambulantes ilegais no centro da cidade. Foi o último parlamentar cassado pela Assembleia Legislativa de São Paulo (Alesp) até a cassação de Arthur do Val em 2022.